# کلیسای جامع پینتزا

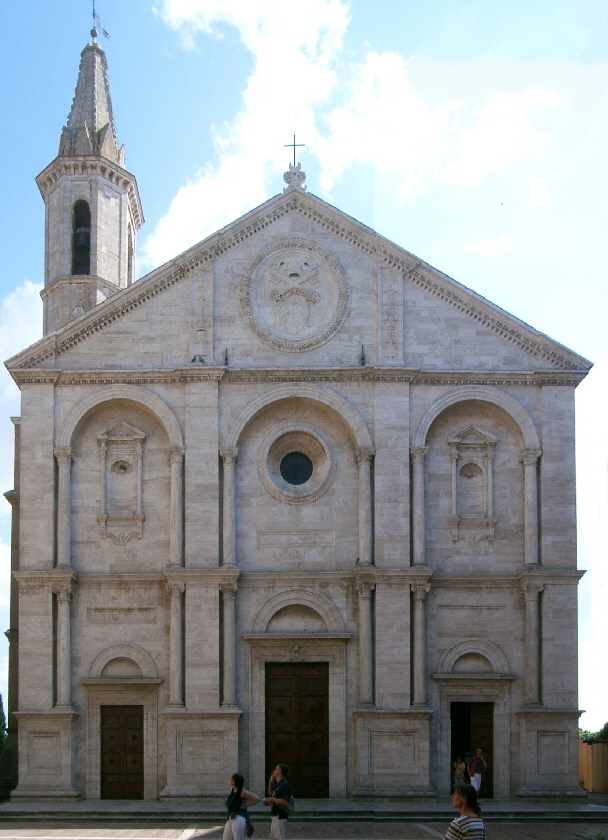
کلیسای جامع پینتزا

کلیسای جامع پینتزا (ایتالیایی: Duomo di Pienza; Concattedrale di Santa Maria Assunta) یک کلیسای جامع کاتولیک، وقف‌شده به عروج مریم است که در پینتزا، استان سیه‌نا، ایتالیا واقع شده‌است.